# Pholcus diopsis
Pholcus diopsis là một loài nhện trong họ Pholcidae. Loài này được phát hiện ở Malaysia.